# HL (Pflanzenschutzmittel)
HL war ein in der DDR hergestelltes und vertriebenes Pflanzenschutzmittel zum Einsatz gegen unterschiedliche Bodenschädlinge im Obst-, Acker- und Gartenbau. Es wurde vom VEB Elektrochemisches Kombinat Bitterfeld hergestellt. Als Wirkstoff diente das zwischenzeitlich wegen seiner schädlichen Umweltwirkungen verbote Lindan.

## Anwendung
HL wirkte als Berührungs-, Atem- und Fraßgift. Das Insektizid war als Spritz- und Gießmittel einsetzbar und mit Wasser emulgierbar. 
Im Obstbau wurde HL vorwiegend gegen Blattläuse eingesetzt. Vor allem wurden bekämpft Apfelblattsauger, Apfelblütenstecher, Apfelsägewespe, Birnenblattsauger, Grüne Apfelblattlaus, Pflaumensägewespe sowie die Raupen von Apfelwickler, Frostspanner, Gespinstmotte, Goldafter, Ringelspinner und Schwammspinner. Auch Gartenlaubkäfer, Maikäfer und die Larven der Kommaschildlaus sollten mit HL bekämpft werden.
Im Feld- und Gartenbau wurde mit gleicher Konzentration gegen die Raupen von Gammaeule, Kohleule und Weißling aber auch gegen Blattrandkäfer, Rapsglanzkäfer, Rübenderbrüßler und Spargelkäfer vorgegangen. Auch gegen Drahtwürmer und Ameisen wurde HL eingesetzt. HL galt als gefährlich für Bienen. Es sollte daher nicht in offene Blüten gespritzt werden.